# المؤتمر الجغرافي الدولي - مصر 1925
احتفل في الساعة الخامسة مساء يوم الأربعاء أول إبريل عام 1925 بافتتاح المؤتمر الجغرافي العام بحضور ملك مصر آنذاك (الملك فؤاد الأول) ووزراء مصر وفريق كبير من علمائها ووجوهها وأعيانها ورجال العلم والأدب والصحافة واشتركت فيه جميع الدول إلا دول أوروبا الوسطي، بتلك الكلمات افتتحت الأهرام متابعتها لذلك الحدث الكبير الذي شهدته عاصمة المعز تحت عنوان المؤتمر الجغرافي العام- حفل افتتاحه بالقاهرة.
وصفت جريدة الأهرام بعض ما حدث في هذا الحفل بقولها في نحو الخامسة تحرك موكب جلالة الملك وكان أعضاء المؤتمر وأعضاء اللجنة وهم 450 عضوا ومنهم السياسيون الأجانب قد أخذوا أماكنهم ووضعوا أمام صفوفهم مكتب مستطيل جلس في وسطه الجنرال فاكللي رئيس المؤتمر وإلي يمينه حضرة صاحب الدولة أحمد زيور باشا. فرئيس الوفد الطلياني، فرئيس الوفد الفرنسوي، وإلي يساره صاحب الدولة عدلي يكن باشا رئيس لجنة إعداد المؤتمر وإلي يساره المندوب الأمريكي فالمندوب الياباني وإلي جانب هذه الهيئة أدولف قطاوي بك سكرتير الجمعية الجغرافية الملكية لتقديم الخطباء.
في جانب آخر من هذا الوصف تشير جريدة الأهرام لما قام به البوليس وبلوك الخفر من حفظ النظام على طول طريق الموكب الملكي حتي وصل إلي مقر الاحتفال فضبط الناس أنفاسهم وسكتت السيدات عن الحديث فأطل حضرة صاحب المعالي كبير الأمناء علي الجمهور وبشرهم بوصول جلالة الملك. فنهض الجميع وقوفا وأطل جلالته علي الحاضرين فحياهم جميعا ثم أعلن فتح المؤتمر بقوله بالفرنسية (أعلن فتح المؤتمر الجغرافي الدولي العام). ولم تكن نقطة البداية، فقد سبق تلك اللحظات فترة طويلة من الإعداد والاتصالات والصراعات!
بدأت تلك الفترة قبل عامين - 1923 - عندما ساد الشعور بأن عمر الجمعية الجغرافية الملكية قد اقترب من الخمسين، فالمعلوم أن تلك الجمعية التي أنشئت بإيعاز من الخديوي إسماعيل عام 1875 والتي نال عضويتها وتولي إدارتها عدد من كبار الشخصيات المصرية والأجنبية، وكان أول رؤسائها الجغرافي الألماني الشهير : جورج شوينفورت قد ظلت تحظي برعاية الأسرة الخديوية حتى أن الخديوي توفيق عين ولي العهد سمو البرنس عباس رئيسا لها في مارس عام 1889.

## انعقاد المؤتمر بأمر ملكي
وعلي الرغم من تقلب الأحوال السياسية بمصر : من الاحتلال إلي الحماية إلي الاستقلال، ومن تغير لقب الجالس علي العرش: من الخديوي إلي السلطان إلي الملك. فقد ظلت تلك الرعاية قائمة حتي أن المبادرة بالاحتفال باليوبيل الذهبي للجمعية جاءت على شكل أمر ملكي صادر لعدلي يكن في 26 مايو عام 1923 بأنه:
نظراً لقرب مرور خمسين عاما علي الجمعية الملكية الجغرافية المصرية التي أسسها والدنا العظيم الخديو إسماعيل قد وافق إرادتنا الاحتفال بهذه الذكري بدعوة مؤتمر الجغرافيا الدولي وعلم تاريخ الأجناس البشرية الدولي الحادي عشر للانعقاد بالقاهرة في سنة 1925. ونظرا لأهمية هذين الأمرين من جهة اشتراك بلادنا في الأعمال الفكرية وتقدم العلوم وتقديراً لما نعهده فيكم من الصفات العالية، اقتضت إرادتنا بأن نوكل إليكم رياسة لجنة تنظيم المؤتمر.
وقد تضمن الأمر الملكي أسماء أعضاء تلك اللجنة، وكان منها وزراء ووزراء سابقون، أعضاء مجلس إدارة الجمعية الجغرافية، محافظ المحروسة، فضلا عن عدد من كبار المفكرين أصحاب المناصب، مثل :- أحمد لطفي السيد مدير دار الكتب، علي بهجت أمين دار الآثار المصرية، والدكتور بريت أمين دار الآثار اليونانية والرومانية.

## الموضوعات التي ناقشها المؤتمر
وتأكيدا علي جدية الأمر الملكي، فلم ينقض أسبوعان حتي كان السكرتير العام للجمعية الجغرافية الملكية يقترح برنامجا للمؤتمر وينشره في الصحف راجيا أن يقدم القراء ملاحظاتهم عليه، وقد تضمن ثمانية موضوعات، هي.
1) الجغرافيا الطبيعية.
2) الجغرافيا الحيوية.
3) علم الأجناس والاستكشافات.
4) الجغرافيا الرياضية.
5) علم هيئة الأرض ورسم الخرائط.
6) الجغرافيا الاقتصادية والاجتماعية.
7) تاريخ الجغرافيا والجغرافيا التاريخية.
8) أساليب وتعليم الجغرافيا.
وبدلا من أن يجري الحوار المرتقب حول تلك الموضوعات، دست السياسة أنفها في هذه المناسبة الجليلة فجاء في خبر نشرته جريدة الأهرام في 25 فبراير عام 1924 مضمونه أن الحكومة الألمانية طلبت من وزيرها المفوض في القاهرة أن يسأل عن السبب الذي دعا الحكومة المصرية إلي عدم توجيه الدعوة إلي بلاده لحضور المؤتمر.
ولا بد أن هذا الخبر وقع موقع الاستغراب من المصريين المعنيين بشأن المؤتمر والعارفين بتاريخ الجمعية الجغرافية الملكية. فقد ظل الأعضاء الألمان يشغلون مكانة هامة في الجمعية حتي قيام الحرب العالمية الأولي (1914) حين تم ترحيلهم من البلاد، وكان أول رئيس للجمعية ألمانياً كما سبقت الإشارة.
التفسير كما جاء في جريدة الأهرام بعد نحو أسبوعين، أن اللجنة التنظيمية للمؤتمر قد وجهت دعوتها في أول الأمر للممثلين السياسيين للست عشرة دولة الممثلة وقتئذ في مصر، وإلي وزارات الخارجية عند عشر أمم أخريات غير ممثلة سياسيا، وأنه لم يقبل الدعوة سوي ثلاث دول من الست والعشرين. وتبين لمنظمي المؤتمر مع ذلك أنهم أخطأوا في اختيار قناة الدعوة. ذلك أن الدول الأوربية العظمي كانت قد شكلت في عام 1919 ما أسمي بالمجلس الدولي للمباحث الذي اتخذ من بروكسل مقرا له. والذي انضم إليه الجمعيات الدولية المشتغلة بموضوعات علمية مختلفة منها الاتحاد الجغرافي الدولي المفروض عليه جمع مؤتمر جغرافي كل ثلاث سنوات مرة بدلا من المؤتمرات الجغرافية الدولية القديمة. وتُعلق جريدة الأهرام بأنه لم يكن في وسع اللجنة والحكومة المصرية إزاء ذلك إلا مكاتبة الهيئة التي كانت قد حلت محل المؤتمرات القديمة.. وهكذا انتهي الأمر بمصر إلي الانضمام إلي مجلس المباحث المتقدم ذكره والاتحاد الجغرافي الدولي المنتمي إليه.
لم تمرر حكومة برلين الأمر، خاصة بعد أن تأكد لها أن دعوة أخرى وجهت من المجلس الدولي للمباحث لحضور المؤتمر الجغرافي الحادي عشر في مصر إلي جميع الدول ما عدا ألمانيا. الأمر الذي دعاها إلي تكليف سفرائها لدي الدول التي حافظت علي حيادها خلال الحرب بتقديم مذكرات لحكوماتها تنبهها لما لمثل هذا التصرف من أضرار تعود علي العلم. وأن مهمة المجلس الدولي للمباحث القيام بأبحاث علمية خطيرة الشأن يشترك فيها عدد عظيم من علماء جميع البلدان التي تربطهم بألمانيا روابط علمية وأدبية قديمة فرفض قبول العلماء الألمان فيه من الحوادث التي تبعث علي الأسف الشديد لأن العلم لا يعرف وطنا وهو مشترك بين جميع الشعوب. ولم يقتصر الأمر علي احتجاج الحكومة فقد كتبت الصحف الألمانية محتجة علي هذا التصرف مذكرة برئاسة شوينفورت للجمعية الجغرافية صاحبة المناسبة. وقد سخرت جريدة الكولون غازت من ذلك التصرف بقولها أن علي الذين يحضرون هذا الاحتفال من علماء العالم أن ينزعوا صور العلماء الألمان عن الجدران أو أن يضعوا ستارا عليها إذا أهمل ذكر مؤسس الجمعية الأستاذ شوينفورت الذي احتفلت الجمعية الجغرافية نفسها بدخوله في الخمسين من عمره احتفالا باهرا في سنة 1913 ولكن لا حياة لمن تنادي، فما دخلت السياسة في قضية إلا وأفسدتها، وهو ما عبرت عنه الأهرام بقولها بأنه لا يسع الإنسان سوي الأسف لأن قانون مجلس الأبحاث الدولي يحول دون اشتراك دول الوسط في المؤتمر، وإن مصر مع إجلالها لما قام به العلم الألماني من الواجب في إنماء الكنوز العلمية كانت تتمني عدم اشتراك العلم والفن في شهوات الأمم ومنازعاتها!.

## الاستعداد لعقد المؤتمر
كانت الاستعدادات تجري علي قدم وساق استعدادا لانعقاد المؤتمر الجغرافي الدولي، وكان ثاني المؤتمرات الدولية التي تنعقد في المحروسة بعد المؤتمر الطبي الدولي الذي جرت وقائعه في أواخر عام 1902 بعض تلك الاستعدادات اتصلت بمكان الانعقاد والذي تقرر أن يكون بمقر الجمعية الجغرافية الملكية بالقاهرة. التي شرعت بتعضيد من الملك فؤاد شخصيا في إعداد القاعة الكبري التي تقرر أن تكون مكانا لانعقاد المؤتمر. والتي تذخر بالرسوم والخرائط فإذا هي جديرة بإعجاب الجمهور بجمال تنسيقها وإتقان صنعها، وكانت القاعة واسعة جدا ذات حوائط وسقف وأعمدة مصنوعة كلها بالأرابسك المزخرف. وقد تدلت من السقف ثريات أربع جميلة الشكل كثيرة الأنوار. ودونت على أبواب القاعة كتابات عديدة باللغتين الفرنسية والعربية، ونظمت في وسطها المقاعد المعدة لجلوس أعضاء المؤتمر بشكل مدرج بلغ عددها 224 مقعدا.
كانت الجمعية آنذاك مهتمة بإعداد الخرائط عن القطر المصري والقاهرة وقد رأينا منها خريطة كبيرة للقطر المصري من وادي حلفا إلي مصب النيل في البحر الأبيض المتوسط يقوم بصنعها بعض الأخصائيين بالجبس الملون. وهناك خريطة أخرى مصنوعة على الشكل المتقدم تمثل مدينة القاهرة وضواحيها والتقدم الذي درجت عليه من يوم تأسيسها إلي الآن، وقد صنعت كذلك ثلاث خرائط يظهر منها ما دخل من التغييرات والتعرجات المختلفة على مجري النيل وخلجانه.
كذلك الخريطة الأثرية للقاهرة التي وضعها البحاثة الجليل مصطفي منير أدهم وما روي عنها من أخبار أيام أنشأها جوهر القائد 358 هـ لتكون حصنا لسيده المعز لدين الله الفاطمي وسماها بالمنصورية وكانت وقتئذ تشمل الجزء المحصور بين المقطم شرقا والنيل غربا ومجري العيون التي بناها الناصر محمد بن قلاوون. وكانت محاطة بسور وله أبواب، ونري هذا السور وأبوابه واضحة تماما علي الخريطة، ثم نري حول السور المذكور آخر بناه بدر الجمالي أحد وزراء الدولة الفاطمية وعليه الأبواب الباقية إلي الآن، باب النصر وباب الفتوح وباب القنطرة وباب زويلة المعروف ببوابة المتولي.

## إصدار طابع بريد تذكاري وميدالية خاصة بالمؤتمر
من هذه الاستعدادات كذلك ما أخذته مصلحة المساحة على عاتقها من وضع عدد من النماذج تصلح لطابع بريد تقرر أن يصدر بمناسبة انعقاد المؤتمر وميدالية يلبسها أعضاؤه في مدة الانعقاد، وقد وضعت هذه المصلحة اثني عشر نموذجا اختار منها المسئولون النموذج الذي يمثل معبودا مصريا قديما، وشرعت المساحة أعقاب ذلك في إعداد طوابع البريد والميداليات المطلوبة.
وعلي الرغم من أن الميعاد الذي تقرر لبدء أعمال المؤتمر كان أول إبريل عام 1925، فإن الوفود المختلفة قد أخذت تفد إلي مصر قبل أكثر من شهر. منذ أواخر فبراير فيما نتبينه من الخبر الذي نشر بجريدة الأهرام في 20 من ذلك الشهر بأن مندوبي إيطاليا في طريقهم إلي الإسكندرية وأنهم سيقدمون للمؤتمر أبحاثا ومؤلفات علي جانب عظيم من الأهمية، منها أطلس دولي يحتوي على خرائط عديدة عن مصر، وخريطة كبري عنها تبين الإحصاء الرسمي الأخير للشعب المصري والجاليات الأجنبية، ومؤلف يحتوي على مذكرات السنيور(أبوليتو روزالليني) مساعد شمبليون عن رحلاته في صعيد مصر.
في تلك الأثناء عُلم أن رئيس الاتحاد الدولي الجغرافي هو الذي سيرأس المؤتمر، وهو الجنرال نقولا كافللي الإيطالي الجنسية. من خريجي المدرسة الحربية وكان قد عين في هيئة أركان الحرب وبهذه الوظيفة اشتغل بالمعهد الجغرافي العسكري، واختير بعد عقد الصلح رئيسا للجنة إقامة الحدود بين إيطاليا، والصرب ثم انتخب عضوا في مجلس النواب.
ولا شك أن تلك الأخبار قد فتحت شهية المهتمين لتناول موضوع الدور المصري في المؤتمر كان منهم توفيق اسكاروس أمين القسم الأوربي في دار الكتب المصرية، والذي كتب في الصفحة الأولي بجريدة الأهرام بعددها الصادر يوم الأربعاء 4 مارس عام 1925 تحت عنوان المؤتمر الجغرافي العام.
لعل أهم ما أضافه توفيق أفندي لما هو معلوم عن الاستعدادات التي اتخذتها مصر لانعقاد المؤتمر أن عددا من أمراء الأسرة المالكة سوف يتقدمون ببحوث إليه. الأمير عمر طوسون الذي وضع مقدمة لتاريخ النيل يلقيها بالفرنسية، بعده الأمير يوسف كمال الذي ينوي أن يقدم للمؤتمر خرائط قديمة عن إفريقيا ومصر وكان قد زار لهذا الغرض دور كتب أوروبا في العام الماضي وأوصي علي استخلاص تلك الخرائط من مجموعاتها مخطوطة كانت أو مطبوعة. وأخيرا الأمير حيدر فاضل والذي تقرر أن يلقي سبع محاضرات عن تاريخ مصر في عصر محمد علي.
تضمن مقال الأستاذ اسكاروس أيضا أسماء العلماء المصريين الذين سوف يشاركون ببحوثهم في المؤتمر، ومنهم صادق بك وكيل المتحف الجيولوجي يلقي موضوعا عن جغرافية مصر وطبقات أرضها. و حسين كامل سليم تجارة مصر في العصور الوسطي. و سامي كمال الجغرافيا الطبية. والدكتور منصور فهمي الطرق التي كانت مستخدمة لدراسة الجغرافيا في العصور الوسطي. والدكتور جرجي صبحي ترجمة أسماء مدن مصر في العصور القديمة. و مرقس سيداروس رحلة في الواحات البحرية مصحوبة بخريطة مفصلة وصور جغرافية. وأخيرا الدكتور طه حسين الذي لم تملك جريدة الأهرام عنوان موضوعه فاكتفت بالقول أنه سيلقي بحثا في موضوع جغرافي طلي !
نوه صاحب هذا المقال أيضا بأن اللغات الرسمية المعتمدة في المؤتمرات السابقة كانت الفرنسية والإنجليزية والإيطالية فلما تقرر عقد المؤتمر الجغرافي الدولي الحادي عشر بالقاهرة سعي حضرة أدولف قطاوي بك جهده لتقرير اللغة العربية لأنه لا يعقل أن تكون لغة البلاد الرسمية ولا تلقي بها محاضرات في عاصمة البلاد. وأشار في هذه المناسبة إلي المؤتمر الطبي الذي عقد عام 1902 والذي لم تكن العربية من بين لغاته.
وقد أعرب في هذه المناسبة عن أسفه أن إدارة المؤتمر وإن لم تقصر في دعوة كثيرين من بلاد الشرق غير أنه لم يقبل دعوتها غير جامعة القديس يوسف ببيروت. فضلا عن المعهد العلمي الأمريكي الذي سيمثله الأستاذ أسعد رستم، وأخيرا النادي الأدبي بحماه!
وقد فتح هذا المقال شهية آخرين، كان منهم الأستاذ محمد لطفي جمعة المحامي، الذي تناول القسم الثالث من برنامج المؤتمر الخاص بعلم تاريخ الإنسان الطبيعي (أنثروبولوجيا) وأحوال الأمم وانتشارها (إثنولوجيا) ورأي أنه يتيح المجال واسعا للمشتغلين بالقانون والقضاء يظهرون فيه ثمرات أفكارهم في معالجة أمور الشعب المصري، ويبدو أنه كان يتوق أن يدلي بدلوه في المؤتمر الدولي الكبير، غير أنه لم يحظ بهذا الشرف وبدأ المؤتمر جلساته يوم أول إبريل واستمر لتسعة أيام متتالية.

## البرنامج التفصيلي لأعمال المؤتمر
نشرت جريدة الأهرام يوم السبت 28 مارس عام 1925 البرنامج التفصيلي لأعمال المؤتمر، هو وإن اكتظ بحلقات البحث غير أنه حفل في ذات الوقت بالمناسبات الاحتفالية كالتالي :
1) الجلسة الافتتاحية في احتفال في قاعة الجمعية الجغرافية المصرية تذكارا لمرور خمسين عاما علي تأسيسها علي أن يكون الحضور ببدلة الردنجوت.
2) حفلة شاي تقام بالأهرام بدعوة من حضرة صاحب الجلالة الملك وأن يكون الحضور بملابس السهرة.
3) نزهة نيلية إلي أهرام سقارة بملابس السفر والشمسيات.
4) زيارة ضاحية مصر الجديدة، وشجرة العذراء، والقلعة.
وبدأ تنفيذ البرنامج في أعقاب افتتاح الملك لجلسات المؤتمر في أول إبريل حيث ألقيت كلمات من كل من رئيس المؤتمر، ورئيس الوفد الأمريكي ورئيس الوفد الفرنسي..
في كلمة الجنرال كافللي نوه بالاتحاد الجغرافي الدولي وأنه أصبح يضم أربع عشرة دولة، هي جنوب إفريقيا وبلجيكا ومصر وأسبانيا وفرنسا وبريطانيا العظمي وهولندا وإيطاليا واليابان والمغرب الأقصي وبولندا والبرتغال وصربيا وتشيكوسلوفاكيا.
وتحدث عن مصر باعتبارها مهد علم الجغرافيا بالنظر إلي علماء الجغرافيا العظام الذين أنجبتهم وإلي ما كان لها من الاشتراك والمساعدة في المعارف والمعلومات الجغرافية وبالنظر إلي الفرص التي قدمتها في الماضي ولا تزال تقدمها حتي الآن للباحثين والمفكرين للبحث في المسائل العلمية والعملية الجغرافية الكبيرة. إن مصر الآن هي مركز علماء الجغرافيا من البلدان البعيدة للتعارف وتبادل الأفكار والآراء وبسط النتائج.
أما الأستاذ ستيفنسون المندوب الأمريكي فقد خصص جانبا كبيرا من كلمته عن فضل العلماء العرب علي الجغرافيا، والتي ظلت تغذي معارفها وتنشر معلوماتها الجغرافية مع معلوماتها الفلكية المتصلة بها اتصالا وثيقا. وكان العرب يعملون إلي درجة ما طبقا للقواعد الإغريقية ولكنهم شيدوا علي هذه القواعد صرح أبحاثهم المستقلة الخاص بهم.
وكان المسيو بول بيليو رئيس الوفد الفرنسي صريحاً حين ذكر أن المخاوف اجتاحت العديد من الدول والعلماء الجغرافيا من جراء اختيار القاهرة مركزا للمؤتمر الدولي الجغرافي الحادي عشر وأنهم هزوا رؤوسهم وظن آخرون أن ذلك لا يمكن تحقيقه. وإذا نظرنا إلي المنطق رأينا المتشائمين علي حق بالنظر إلي عظم الصعوبات، وإذا كانت هذه الصعوبات قد ذُللت واستطعنا أن نجتمع بمثل هذا العدد العظيم فإن الفضل في ذلك يعود إلي الجمعية الجغرافية الملكية المصرية التي ساعدتها لجنة التنظيم بكل همة ونشاط.

## أقسام المؤتمر
وفي اليوم التالي وبعد تأليف اللجان اتفق الحاضرون علي أن يتناول المؤتمر خمسة أقسام يتضمن كل منها عددا من المباحث.
القسم الأول : خصص للجغرافيا الرياضية، علم هيئة الأرض ورسم الخرائط، وكان من بين مباحثه; التطور الحديث في مسح الصحراء المصرية، فن رسم الخارطات البريطاني الرسمي منذ الحرب، مشروع مقترح لترقية الخطط الخاصة بالمناطق في مصر، علم الحوادث الجوية، وأخيرا نظرية فن صنع الساعات الشمسية عند العرب.
القسم الثاني : الجغرافيا الطبيعية كانت موضوع القسم الثاني ومن بين أوراقه: البحث الذي تقدم به المندوب الياباني عن غرائب الزلزال العظيم الذي وقع في بلاده عام1923، وبحث عن علم قراءة الكتابات القديمة في مصر- بحث في تكوين الدلتا-، النسبية في علم الحوادث الجوية، التوفيق بين المباحث العلمية في درس النكبات، وأخيرا بحث في كثبان الرمال.
القسم الثالث : عن الجغرافيا البيولوجية والجغرافيا البشرية، وكان من بين الأوراق البحثية التي قدمت فيه : مهاجرة المواشي في جبال أطلس، بيان موجز عن تطور الري في مصر، والملاحظ أن اشتراك المصريين كان كثيفاً في هذا القسم فقد قدم مرقس سيداروس : بيانا عن رحلة في الواحة البحرية، ومحمد قاسم : الطريق البري الذي يجتاز مصر في القرن التاسع عشر، ومحمد دراز : تعود النباتات الجديدة علي المناخ في مصر، وفيكتور موصيري : الذي قدم ورقة عن خصب الأراضي المصرية.
القسم الرابع : التاريخ الطبيعي للإنسان كان موضوع القسم الرابع وقد تضمن بحثا عن شكل الأجناس في البلاد المصرية، وآخر عن نصيب العنصر اليوناني في حضارة مصر الحديثة، وهو البحث الذي قدمه عالم يوناني اسمه أرفانيتاكي.
القسم الخامس : وجاء القسم الأخير عن تاريخ الجغرافيا والجغرافيا التاريخية وكان من بين بحوثه المذكرة التي تقدم بها الأمير عمر طوسون عن جغرافية الوجه البحري في عهد العرب. وبحث آخر قدمه باحث ياباني عن العلاقات القديمة بين مصر والشرق الأقصي.
وقد لاحظ الحاضرون أن الحفل الذي أقيم بمناسبة مرور خمسين عاما علي قيام الجمعية الجغرافية قد تحول إلي تكريم لأحمد حسنين بك بمناسبة كشوفه الجغرافية في الصحراء الكبري. وكان الفضل في هذا التحول لوزير أمريكا المفوض في مصر مارتن هاول، الذي طلب الكلمة وقدم للمكتشف المصري ميدالية الجمعية الجغرافية بفيلادلفيا وسط تصفيق الحاضرين، الأمر الذي دعا رئيس المؤتمر إلي أن يعلن بدوره تعيين حسنين بك وكيلا للرئيس.

## نتائج المؤتمر
طالب المؤتمر بالاستفادة من المناسبة، وذلك باتخاذ عدد من الخطوات، منها :
1) إيجاد الباحثين المصريين وتكثير عددهم ونصحت بإرسال هؤلاء إلي أوروبا سنتين أو ثلاثا ريثما يحصلون علي درجة أو ما شابه.
2) أنه لما كان أغلب هؤلاء الباحثين من العاملين في الحكومة فيجب ألا يكلفوا إلا بأعمال لها مساس مباشر بأبحاثهم لا تستغرق منهم أكثر من نصف ساعات العمل التي يقدر الإنسان العادي عليها
وبهذا السبيل وحده يخلق بمصر جو البحث وهو الجو الذي تنمو فيه الحركة العلمية نموا طبيعيا منتجا.

## الجلسة الختامية للمؤتمر والتوصيات الصادرة عنه
في يوم الخميس 9 إبريل عقدت الجلسة الختامية حيث أعلنت توصيات المؤتمر. أو ما كان يسمي بلغة ذلك العصر أماني المؤتمر ومقترحاته وكان منها :
1) إنشاء إدارة نشر جغرافية دولية.
2) البحث في وضع خريطة للعالم بمقياس1 إلى مليون.
3) الحث علي استخدام السينماتوغراف في التعليم الجغرافي.
4) درس وفحص جميع الأوراق الموجودة في حيازة الأمم.
5) إضافة جغرافية السكان لموضوعات المؤتمرات التالية.
6) نشر خريطة مورفولوجية، وخريطة للمناطق الخاصة المحرومة من صرف المياه إلي البحر.
ولم يكن أمام المؤتمرون بعد ذلك سوى حزم حقائبهم ومغادرة عاصمة المعز بعد تسعة أيام مليئة بالعمل حافلة بالمناقشات وإن لم يعدموا خلالها الاستمتاع بالبرنامج الترويحي الذي كانت قد نظمته اللجنة التي أعدت للمؤتمر، والتي أثبتت قدرة مصر علي عقد مثل تلك المؤتمرات.